# 1994 en sport
Cet article présente les faits marquants de l'année 1994 en sport.

## Automobile
- 27 janvier : le Français François Delecour remporte le Rallye Monte-Carlo ;
- 29 avril : accident du pilote de Formule 1 Rubens Barrichello lors du Grand Prix de Saint-Marin ;
- 30 avril : décès du pilote de Formule 1 Roland Ratzenberger lors du Grand Prix de Saint-Marin ;
- 1er mai : décès du pilote de Formule 1 Ayrton Senna lors du Grand Prix de Saint-Marin ;
- 27 août : Rubens Barrichello (Jordan-Hart), en réalisant un temps de 2 min 21 s 163/1000, sur l'ensemble des deux séances de qualification du Grand Prix de Belgique sur le circuit de Spa-Francorchamps, obtient la première pole position de sa carrière et devient, à 22 ans, le plus jeune pilote à l'obtenir.
- Aux 24 Heures du Mans, Yannick Dalmas, Hurley Haywood et Mauro Baldi s'imposent sur une Porsche 962LM ;
- Michael Schumacher remporte le Championnat du monde de Formule 1 au volant d'une Benetton-Ford ;
- Le pilote Français Didier Auriol remporte le Championnat du monde des Rallyes.

## Baseball
- 5 mai : les États-Unis remportent le championnat du monde ;
- Une grève des joueurs met fin à la saison 1994 de la Ligue majeure de baseball et provoque l'annulation de la Série mondiale pour la première fois depuis 1904 ;
- Finale du championnat de France : Montpellier bat Paris UC.

## Basket-ball
- Les Houston Rockets remportent le titre NBA contre les New York Knicks par 4 à 3.
- CSP Limoges est champion de France.
- Les États-Unis remportent le mondial à Toronto.

## Cyclisme
- 10 avril : l’Ukrainien Andreï Tchmil s’impose dans le Paris-Roubaix
- 15 mai : le Suisse Tony Rominger remporte le Tour d’Espagne.
- 12 juin : le Russe Evgueni Berzin remporte le Tour d’Italie.
- 24 juillet : l’Espagnol Miguel Indurain remporte le Tour de France devant Piotr Ugrumov et Marco Pantani.
  - Article détaillé : Tour de France 1994
- Le Français Luc Leblanc remporte le Championnat du monde sur route en ligne.
- Le Belge Paul Herijgers champion du monde de cyclo-cross.

## Équitation
- Jeux équestres mondiaux à la Haye :
  - Saut d'obstacles individuel : Franke Sloothaak et San Patrignano Weihaiwej (GER).
  - Saut d'obstacles équipe : victoire de l'Allemagne.
  - Dressage individuel RLM : Anky van Grunsven et Olympic Bonfire (NED).
  - Dressage individuel Grand Prix spécial : Isabell Werth et Gigolo (GER).
  - Dressage équipe : Allemagne.
  - Complet individuel : Vaughan Jefferis et Bounce (NZL).
  - Complet équipe : Grande-Bretagne.

## Football
- 17 avril : le Milan AC champion d’Italie.
- 20 avril : la Real Saragosse remporte la Coupe d'Espagne face au Celta Vigo.
- 30 avril : le Paris Saint-Germain est champion de France.
- 30 avril : dernier match pour les fans de Liverpool FC dans le « Kop » d'Anfield, ancienne formule.
- 30 avril : l'Ajax Amsterdam champion des Pays-Bas.
- 1er mai : Manchester United champion d’Angleterre.
- 4 mai : Arsenal remporte la Coupe d'Europe des vainqueurs de coupes face à Parme AC, 1-0.
- 7 mai : le Bayern de Munich champion d’Allemagne.
- 10 mai : le Servette Fc champion de Suisse.
- 11 mai : l'Inter Milan remporte la Coupe UEFA face à l'Austria Salzbourg.
- 14 mai : l'AJ Auxerre gagne la Coupe de France.
- 14 mai : le Werder Brême remporte la Coupe d'Allemagne face à Rott Weiss Essen, 3-1.
- 14 mai : Manchester United remporte la Coupe d'Angleterre face à Chelsea FC, 4-0.
- 15 mai : le FC Barcelone champion d'Espagne.
- 15 mai : le RSC Anderlecht champion de Belgique.
- 18 mai : le Milan AC remporte la Ligue des champions face au FC Barcelone, 4-0.
- 22 mai : le Benfica Lisbonne champion du Portugal.
- Le Brésil remporte la Coupe du monde de football.
  - Article de fond : Coupe du monde de football 1994.

L'espérance sportive de Tunis champion d'Afrique

## Football américain
- 30 janvier : les Dallas Cowboys remportent le Super Bowl XXVIII face aux Buffalo Bills, 30-13. Article détaillé : Saison NFL 1993
- Finale du championnat de France : Castors-Sphinx Plessis bat Argonautes Aix ;
- Eurobowl VIII : London Olympians (Angleterre) 26 - 23 Bergamo Lions (Italie).

## Golf
- Mai, Masters : victoire de José Maria Olazábal.
- Juin, US Open : victoire de Ernie Els.
- Juillet, British Open : victoire de Nick Price.
- Août, PGA Championship : victoire de Nick Price.

## Handball
- 12 juin : la Suède, sous l'impulsion de Magnus Wislander, bat la Russie 34-21  en finale et remporte le Championnat d'Europe de handball masculin 1994.

## Hockey sur glace
- Les New York Rangers remportent la Coupe Stanley.
- Coupe Magnus : Rouen champion de France.
- Kloten champion de Suisse.
- Le Canada remporte le championnat du monde.

## Jeux olympiques
- Jeux olympiques d'hiver à Lillehammer (Norvège) dont les compétitions se tiennent entre le 12 février et le 27 février.
  - Article de fond: Jeux olympiques d'hiver de 1994

## Moto
- Vitesse
  - 500 cm3 : Michael Doohan (Australie) champion du monde en 500 cm3 sur une Honda.
  - 250 cm3 : Max Biaggi (Italie) champion du monde en 250 cm3 sur une Aprilia.
  - 125 cm3 : Kazuto Sakata (Japon) champion du monde en 125 cm3 sur une Honda.
- Endurance
  - 18 septembre : Yamaha gagne le Bol d'or avec l’équipe Sarron, Nagai.
- Moto-cross
  - 500 cm3 : Marcus Hansson (Suède) est champion de monde en 500 cm3 sur une Honda.
  - 250 cm3 : Greg Albertyn (Afrique du Sud) est champion de monde en 250 cm3 sur une Suzuki.
  - 125 cm3 : Bob Moore (É.-U.) est champion de monde en 125 cm3 sur une Yamaha.

## Patinage artistique
- 22 janvier : la patineuse française Surya Bonaly remporte à 20 ans son quatrième titre européenne consécutif.

## Rugby à XIII
- 24 avril : à Carcassonne, Saint-Estève remporte la Coupe de France face au XIII Catalan 14-12.
- 4 juin : à Narbonne, le XIII Catalan remporte le Championnat de France face à Pia 6-4.

## Rugby à XV
- Le pays de Galles remporte le Tournoi des Cinq Nations.
  - Article détaillé : Tournoi des Cinq Nations 1994
- 28 mai 1994 : le Stade Toulousain remporte un nouveau titre champion de France face à l'AS Montferrand (22-16).
- 17 décembre 1994 : test-match de la France qui reçoit le Canada au stade Léo-Lagrange de Besançon ; les visiteurs sont battus 8 à 6.

## Ski alpin
- Coupe du monde
  - Le norvégien Kjetil André Aamodt remporte le classement général de la Coupe du monde.
  - La suissesse Vreni Schneider remporte le classement général de la Coupe du monde féminine.

## Tennis
- Open d'Australie : Pete Sampras gagne le tournoi masculin, Steffi Graf s'impose chez les féminines.
- Tournoi de Roland-Garros : Sergi Bruguera remporte le tournoi masculin, Arantxa Sánchez Vicario gagne dans le tableau féminin.
- Tournoi de Wimbledon : Pete Sampras gagne le tournoi masculin, Conchita Martínez s'impose chez les féminines.
- US Open : Andre Agassi gagne le tournoi masculin, Arantxa Sánchez Vicario gagne chez les féminines.
- La Suède gagne la Coupe Davis en s’imposant en finale 4-1 face à la Russie.
  - Article détaillé : Coupe Davis 1994

## Triathlon
- 1er championnat du monde de triathlon longue distance à Nice en France.

## Voile
- 16 novembre : Laurent Bourgnon gagne la Route du Rhum.

## Naissances
- 6 janvier : Margaux Pinot, judoka française.
- 25 février : Eugenie Bouchard, joueuse de tennis canadienne.
- 1er mars : Catriona Bisset, athlète australienne.
- 10 avril : Nerlens Noel, joueur de basket-ball américain.
- 15 avril : Katie Bowen, joueuse de l'équipe nationale néo-zélandaise de football féminin.
- 28 avril : Daniel Malescha, joueur allemand de volley-ball.
- 29 juin : Baptiste Aloé, footballeur français.
- 5 juillet : Shohei Ohtani, joueur de baseball japonais.
- 17 juillet : Benjamin Mendy, footballeur français.
- 25 août : Sayaka Akase, nageuse japonaise.
- 27 août : Breanna Stewart, joueuse de basket-ball américaine.
- 1er septembre : Aina Cid, rameuse espagnole.
- 28 septembre : Benjamin Axus, judoka français.
- 28 octobre : Maro Itoje, rugbyman anglais.
- 8 novembre : Matheus Doria, footballeur brésilien.
- 11 novembre  : Denis Bouanga, footballeur gabonais.
- 18 novembre : Kendra Claricia Brinkop, cavalière allemande.
- 1er décembre : Solène Gicquel, athlète française, spécialiste du saut en hauteur.
- 6 décembre : Giánnis Antetokoúnmpo, joueur de basket-ball grec.

## Décès
- 16 janvier : Jack Metcalfe, 81 ans, athlète australien. (° 3 février 1912).
- 29 janvier : Ulrike Maier, 26 ans, skieuse alpine autrichienne (° 22 octobre 1967).
- 25 février : Jersey Joe Walcott, 80 ans, boxeur américain. (° 31 janvier 1914).
- 17 mars : Ellsworth Vines, 82 ans, joueur américain de tennis. (° 28 septembre 1911).
- 30 avril : Roland Ratzenberger, 33 ans, pilote automobile autrichien. (° 4 juillet 1960).
- 1er mai : Ayrton Senna, 34 ans, pilote automobile brésilien. (° 21 mars 1960).
- 14 mai : Dave Albritton, 81 ans, athlète américain, spécialiste du saut en hauteur. (° 13 avril 1913).
- 3 juin : Puig-Aubert, 68 ans, joueur de rugby à XIII français. (° 24 mars 1925).
- 17 juillet : Jean Borotra, 95 ans, joueur de tennis français. (° 13 août 1898).
- 18 septembre : Vitas Gerulaitis, 39 ans, joueur de tennis américain. (° 6 juillet 1954).
- 12 novembre : Wilma Rudolph, athlète américaine